# ماری سالاندر
ماری سالاندر (انگلیسی: Marie Salander؛ زادهٔ ۲۵ اکتبر ۱۹۸۵) بازیکن فوتبال اهل سوئد است.